# MBDA MICA

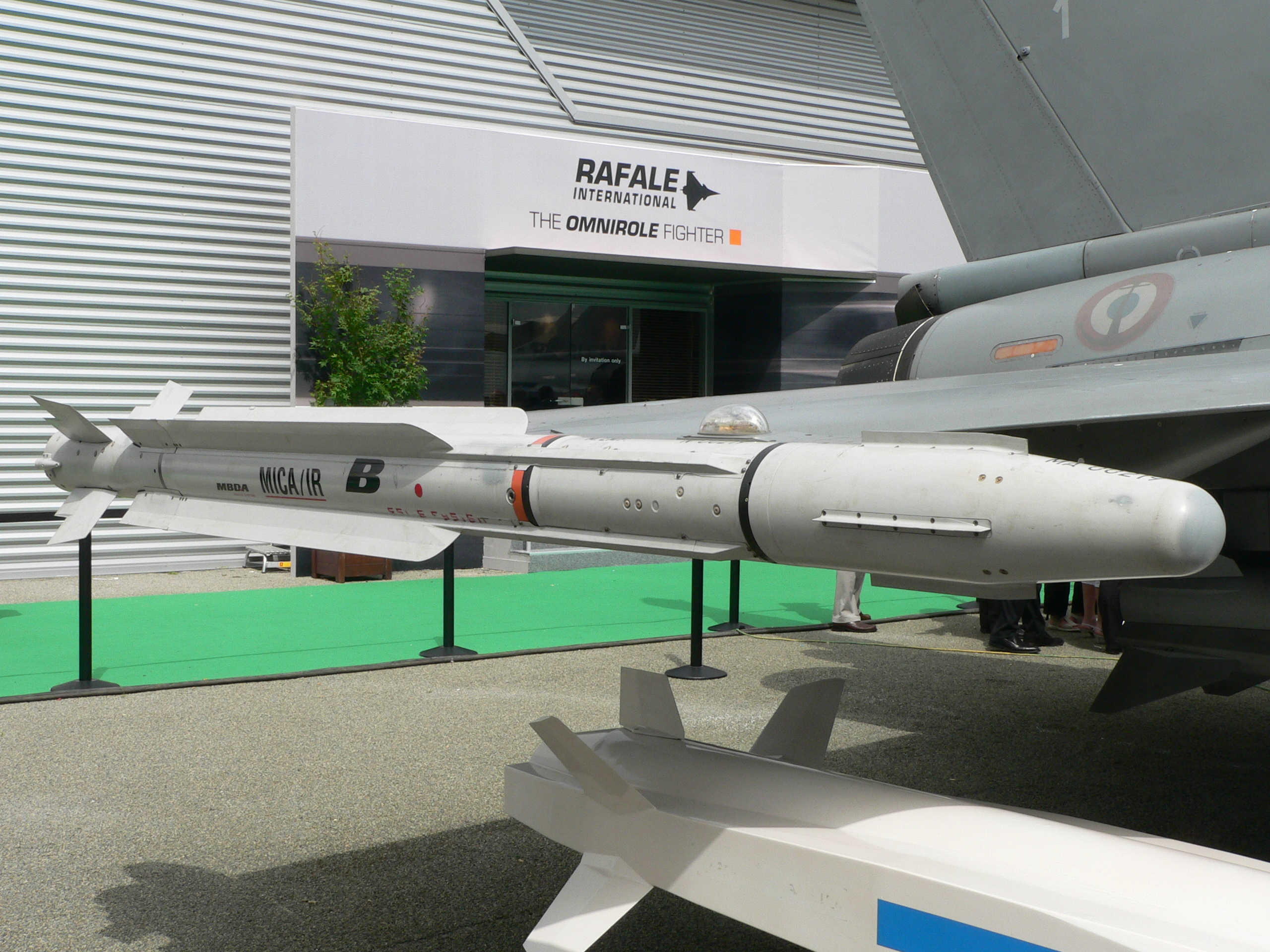
Letecká verze střely Mica IR v podvěsu pod křídlem letounu Dassault Rafale.

MBDA MICA (francouzsky: Missile d’Interception, de Combat et d’Autodéfense) je francouzská řízená střela krátkého a středního dosahu (dle platformy), používaná k ničení vzdušných cílů – letadel, vrtulníků, bezpilotních letounů, ale i jiných řízených střel. Střely MICA mohou operovat za každého počasí a díky pokročilé elektronice jsou typu „odpal a zapomeň“. Systémem mohou být vybaveny jak bojové letouny, tak v případě jeho vertikálně odpalované varianty i pozemní jednotky a válečné lodě.

## Historie

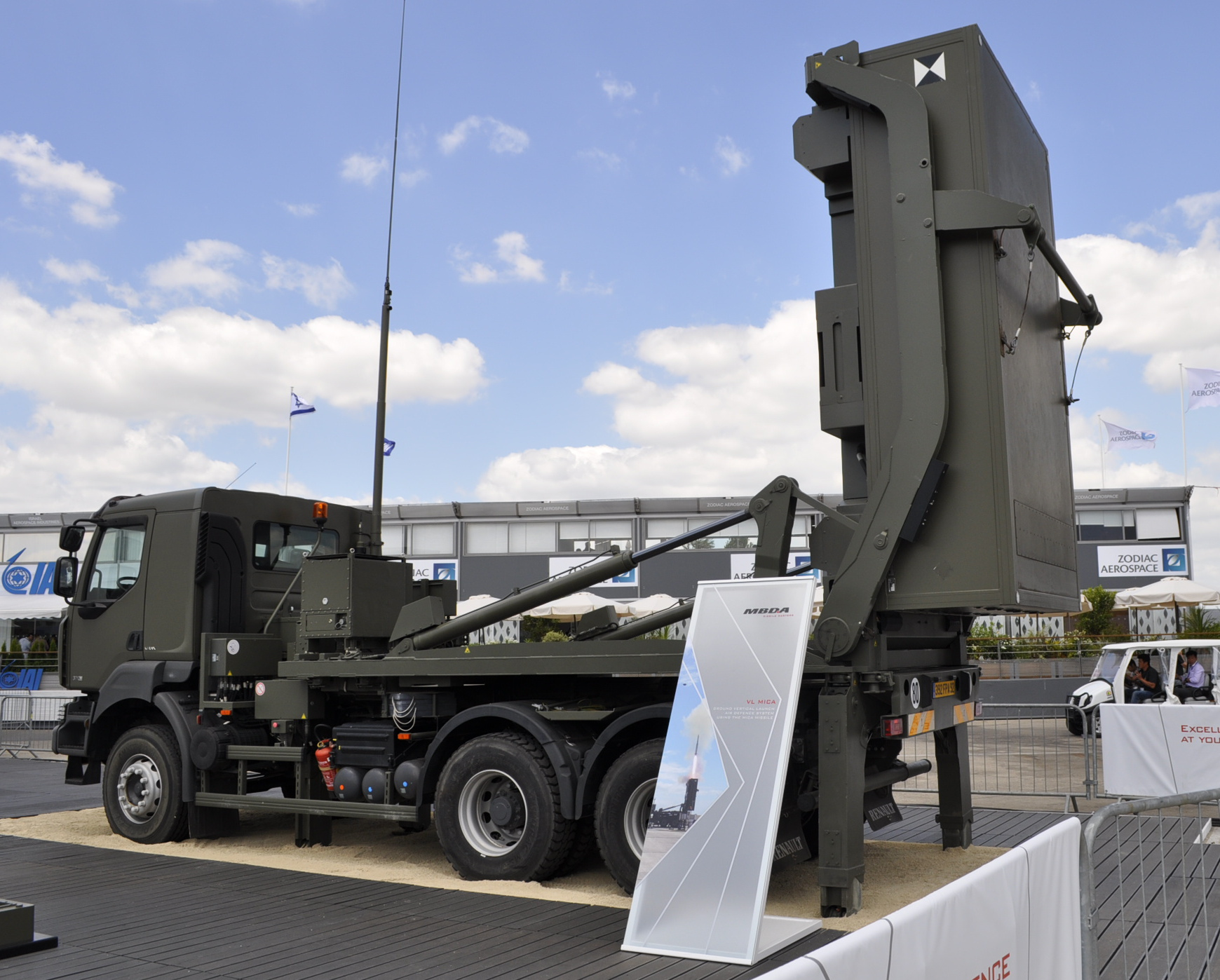
Pozemní systém VL-MICA

Střely MICA vyvíjela od počátku 80. let francouzská společnost Matra jako univerzální výzbroj pro stíhací letouny Dassault Rafale a Dassault Mirage 2000-5. Do výzbroje letectva byla střela zavedena v roce 1996. Díky tomu, že je vhodná jak pro využití na krátké vzdálenosti, tak i za hranicí viditelnosti (od 500 m do 60 km), nahradila nejen řízené střely Matra Super 530, ale zároveň i typ Matra R550 Magic. Pro bojové letouny jsou vyráběny dvě verze střely – MICA RF s aktivním radarovým naváděním (od roku 1996) a MICA IR s pasivním infračerveným naváděním (od roku 2000). Obě varianty jsou přitom vhodné pro operace v prostředí s vysokým stupněm rušení.
Později byly střely MICA adaptovány i pro použití u armády a námořnictva. Střely přitom startovaly vertikálně. Systém VL MICA byl poprvé představen v roce 2000 na veletrhu v Singapuru. První zkušební vertikální odpal střely proběhl v roce 2001. První pozemní komplet VL MICA se stal operačním v červenci 2009. V roce 2006 si systém VL MICA zvolil Omán jako výzbroj pro své nové korvety třídy Khareef.
Varianta VL MICA je protiletadlový raketový komplet krátkého dosahu, z nějž jsou střely odpalovány vertikálně. Systém existuje jak v pozemní, tak v námořní variantě. Vyznačuje se rychlou reakcí, 360° pokrytím a schopností boje s několika cíli současně. Interval mezi odpálením dvou střel jsou dvě vteřiny. Opět jsou vyráběny dvě verze střely VL MICA, lišící se typem navádění - VL MICA RF a VL MICA IR.
Pozemní verzi systému tvoří taktické řídící centrum (TOC – Tactical Operation Centre), třídimenzionální radar a 3–6 vypouštěcích kontejnerů, každý obsahující čtyři střely MICA. Vypouštěcí kontejnery jsou totožné v námořní i pozemní verzi. Všechny prvky jsou umístěny na pětitunových nákladních vozidlech, což zaručuje vysokou pohyblivost systému.
Druhá generace systému MICA NG má vylepšené schopnosti proti stealth cílům. Jako první ji objednal Egypt.

## Varianty

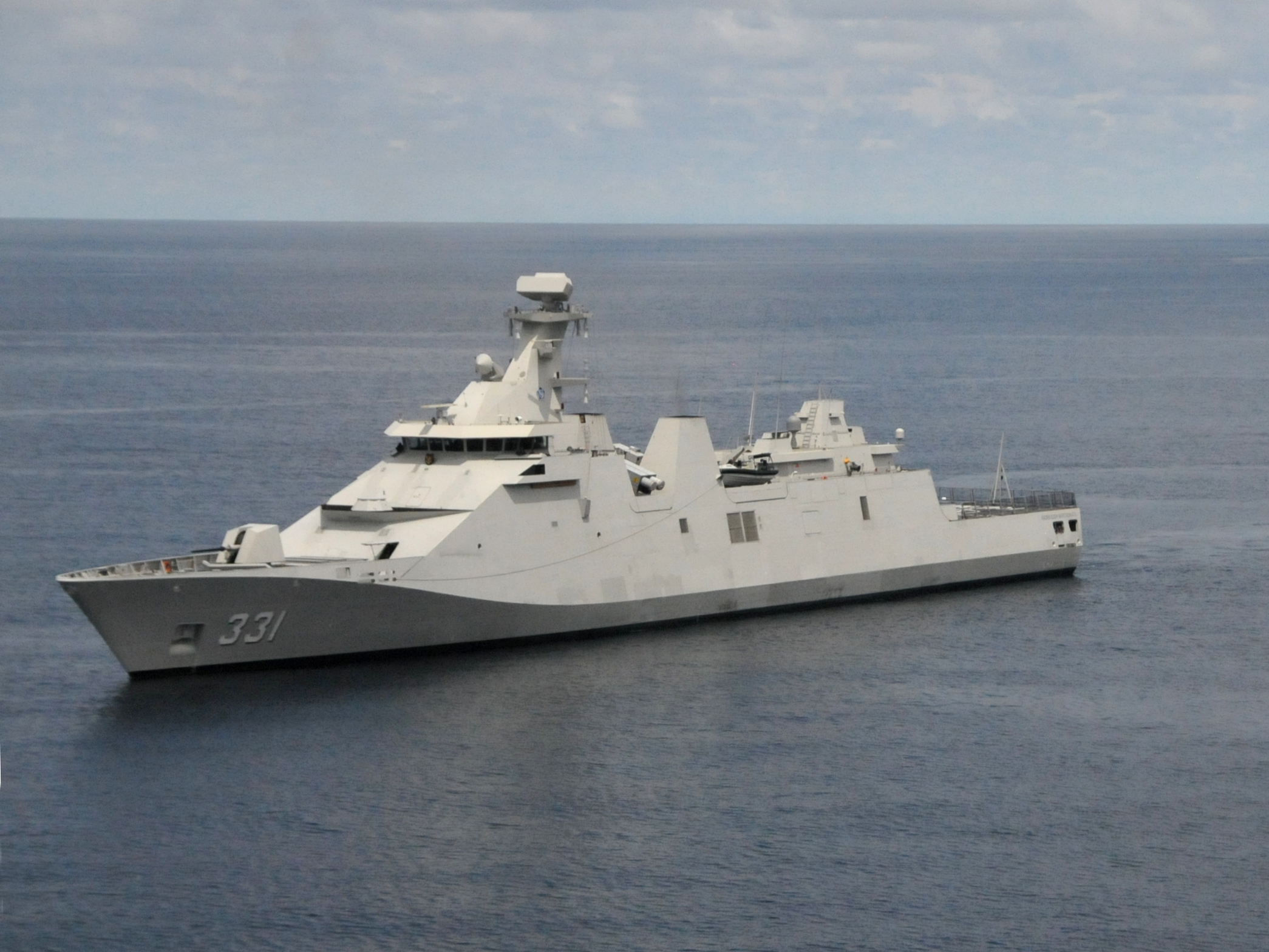
Mezi nosiče námořní verze systému patří indonéské fregaty třídy Martadinata

- MICA RF – Základní model pro letouny, aktivní radarové navádění.
- MICA IR – Základní model pro letouny, pasivní infračervené navádění.
- VL MICA RF – Pozemní systém, vertikální start, radarové navádění.
- VL MICA IR – Pozemní systém, vertikální start, pasivní infračervené navádění.
- VL MICA-M RF – Námořní systém, vertikální start, radarové navádění.
- VL MICA-M IR – Námořní systém, pasivní infračervené navádění.
- MICA NG – Druhá generace střely.

## Hlavní technické údaje VL Mica[5]
- Délka: 3,1 m
- Průměr: 16 cm
- Rozpětí: 0,48 m
- Hmotnost: 112 kg
- Hlavice: 12 kg
- Rychlost: 3+ M
- Dolet: 10+ km
- Dostup: 9+ km